# MotorStorm: RC
MotorStorm: RC est un jeu vidéo de course développé par Evolution Studios et édité par Sony Computer Entertainment, sorti en 2012 sur PlayStation Vita et PlayStation 3.